# HC Vajgar Jindřichův Hradec
HC Vajgar Jindřichův Hradec (celým názvem: Hockey Club Vajgar Jindřichův Hradec) byl český klub ledního hokeje, který sídlil ve městě Jindřichův Hradec v Jihočeském kraji. Založen byl v roce 1929 pod názvem VBK Vajgar Jindřichův Hradec. Svůj poslední název nesl od roku 2017 do zániku v roce 2020. Od sezóny 2017/18 působil v Jihočeské krajské lize, čtvrté české nejvyšší soutěži ledního hokeje, kterou ve své předposlední sezóně vyhrál. Klubové barvy byly modrá, žlutá a bílá.
Po několika sezónách ve 2. hokejové lize došlo po sezóně 2016/17 ke změně hokejových subjektů. Klub KLH Vajgar i přes záchranu ve 2. lize zmrazil činnost z důvodu nedostatků financí. Pro záchranu dospělého hokeje byl založen nový subjekt HC Vajgar, mládež hrála pod HC Střelci Jindřichův Hradec, kam se po sporech v roce 2020 rozhodli přejít také muži a Vajgaru zůstal pouze krasobruslařský oddíl. Klub měl dlouhou historii a velkou tradici – v minulosti hrál v extralize a později i v 1. lize. Klub dokázal vychovat pro český hokej spoustu slavných hokejistů, kteří bojovali v reprezentačních výběrech Česka, v NHL, KHL i v dalších soutěží včetně české extraligy ledního hokeje.
Své domácí zápasy odehrával na zimním stadionu Jana Marka s kapacitou 4 000 diváků.

## Historické názvy
Zdroj: 
- 1929 – VBK Vajgar Jindřichův Hradec (Veslařsko bruslařský klub Vajgar Jindřichův Hradec)
- 1950 – TJ Slovan Jindřichův Hradec (Tělovýchovná jednota Slovan Jindřichův Hradec)
- 1990 – HC Vajgar Jindřichův Hradec (Hockey Club Vajgar Jindřichův Hradec)
- 1998 – SHC Vajgar Jindřichův Hradec (Sport Hockey Club Vajgar Jindřichův Hradec)
- 2003 – KLH Vajgar Jindřichův Hradec (Klub ledního hokeje Vajgar Jindřichův Hradec)
- 2017 – HC Vajgar Jindřichův Hradec (Hockey Club Vajgar Jindřichův Hradec)

## Úspěchy
- Vítězství v jihočeské krajské lize: 2018/19
- Vítězství ve 2. lize: 2003/04, 2004/05, 2010/11
- Postup do 1. ligy: 2004/05
- Postup do extraligy: 1993/94

## Přehled ligové účasti
Stručný přehled
Zdroj: 
- 1989–1990: Jihočeský krajský přebor (4. ligová úroveň v Československu)
- 1990–1991: 2. ČNHL – sk. A (3. ligová úroveň v Československu)
- 1991–1992: 2. ČNHL – sk. B (3. ligová úroveň v Československu)
- 1992–1993: 1. ČNHL (2. ligová úroveň v Československu)
- 1993–1994: Extraliga (1. ligová úroveň v České republice)
- 1994–2000: 1. liga (2. ligová úroveň v České republice)
- 2000–2001: 2. liga – sk. Západ (3. ligová úroveň v České republice)
- 2001–2005: 2. liga – sk. Střed (3. ligová úroveň v České republice)
- 2005–2006: 1. liga (2. ligová úroveň v České republice)
- 2006–2008: 2. liga – sk. Střed (3. ligová úroveň v České republice)
- 2008–2009: 2. liga – sk. Západ (3. ligová úroveň v České republice)
- 2009–2013: 2. liga – sk. Střed (3. ligová úroveň v České republice)
- 2013–2016: 2. liga – sk. Západ (3. ligová úroveň v České republice)
- 2016–2017: 2. liga – sk. Střed (3. ligová úroveň v České republice)
- 2017–2020: Jihočeská krajská liga (4. ligová úroveň v České republice)

Jednotlivé ročníky
Zdroj: 
Legenda: ZČ – základní část, červené podbarvení – sestup, zelené podbarvení – postup, fialové podbarvení – reorganizace, změna skupiny či soutěže
| Česko (1989 – 1993) |                          |           |           |                                                          |                       |
| Sezóny              | Soutěž                   | Úroveň    | ZČ        | Play-off, nadstavba, sk. o udržení…                      | Poznámky              |
| 1989/90             | Jihočeský krajský přebor | 4. úroveň | 1. místo  |                                                          | Postup                |
| 1990/91             | 2. ČNHL – sk. A          | 3. úroveň | 9. místo  | Skupina o udržení A (5. místo)                           | Změna skupiny         |
| 1991/92             | 2. ČNHL – sk. B          | 3. úroveň | 1. místo  | Finále                                                   | Postup                |
| 1992/93             | 1. ČNHL                  | 2. úroveň | 4. místo  | Semifinále (výhra 3:2 na zápasy s HC Královopolská Brno) | Postup                |
| Česko (1993 – )     |                          |           |           |                                                          |                       |
| Sezóny              | Soutěž                   | Úroveň    | ZČ        | Play-off, nadstavba, sk. o udržení…                      | Poznámky              |
| 1993/94             | Extraliga                | 1. úroveň | 12. místo | Ne                                                       | Baráž                 |
| 1994/95             | 1. liga                  | 2. úroveň | 3. místo  | Semifinále (prohra 0:3 na zápasy s HC Železárny Třinec)  |                       |
| 1995/96             | 1. liga                  | 2. úroveň | 7. místo  | Předkolo (prohra 1:2 na zápasy s BHS Prostějov)          |                       |
| 1996/97             | 1. liga                  | 2. úroveň | 8. místo  | Ne                                                       |                       |
| 1997/98             | 1. liga                  | 2. úroveň | 12. místo | Ne                                                       |                       |
| 1998/99             | 1. liga                  | 2. úroveň | 8. místo  | Ne                                                       |                       |
| 1999/00             | 1. liga                  | 2. úroveň | 13. místo | Ne                                                       | Baráž                 |
| 2000/01             | 2. liga – sk. Západ      | 3. úroveň | 4. místo  | Čtvrtfinále (prohra 1:2 na zápasy s SK HC Baník Most)    | Změna skupiny         |
| 2001/02             | 2. liga – sk. Střed      | 3. úroveň | 7. místo  | Čtvrtfinále (prohra 0:2 na zápasy s HC Mladá Boleslav)   |                       |
| 2002/03             | 2. liga – sk. Střed      | 3. úroveň | 1. místo  | Semifinále (prohra 1:2 na zápasy s SK HC Baník Most)     |                       |
| 2003/04             | 2. liga – sk. Střed      | 3. úroveň | 1. místo  | Semifinále (výhra 1:2 na zápasy s SHC Klatovy)           | Baráž                 |
| 2004/05             | 2. liga – sk. Střed      | 3. úroveň | 1. místo  | Semifinále (výhra 3:2 na zápasy s HC Strakonice)         | Baráž                 |
| 2005/06             | 1. liga                  | 2. úroveň | 14. místo | Ne                                                       | Baráž                 |
| 2006/07             | 2. liga – sk. Střed      | 3. úroveň | 7. místo  | Osmifinále (prohra 0:3 na zápasy s HC Děčín)             |                       |
| 2007/08             | 2. liga – sk. Střed      | 3. úroveň | 11. místo | Ne                                                       | Změna skupiny         |
| 2008/09             | 2. liga – sk. Západ      | 3. úroveň | 5. místo  | Semifinále (prohra 1:3 na zápasy s HC Tábor)             | Změna skupiny         |
| 2009/10             | 2. liga – sk. Střed      | 3. úroveň | 2. místo  | Finále (prohra 2:3 na zápasy s IHC Písek)                |                       |
| 2010/11             | 2. liga – sk. Střed      | 3. úroveň | 1. místo  | Finále (výhra 3:0 na zápasy s HC Benešov)                | Baráž                 |
| 2011/12             | 2. liga – sk. Střed      | 3. úroveň | 5. místo  | Semifinále (prohra 1:3 na zápasy s SHK Hodonín           |                       |
| 2012/13             | 2. liga – sk. Střed      | 3. úroveň | 9. místo  | Ne                                                       | Změna skupiny         |
| 2013/14             | 2. liga – sk. Západ      | 3. úroveň | 14. místo | Osmifinále (prohra 0:3 na zápasy s SC Kolín)             |                       |
| 2014/15             | 2. liga – sk. Západ      | 3. úroveň | 15. místo | Osmifinále (prohra 0:3 na zápasy s HC Kobra Praha)       |                       |
| 2015/16             | 2. liga – sk. Západ      | 3. úroveň | 18. místo | Ne                                                       | Změna skupiny         |
| 2016/17             | 2. liga – sk. Střed      | 3. úroveň | 10. místo | Skupina o udržení (2. místo)                             | Odstoupení ze soutěže |
| 2017/18             | Jihočeská krajská liga   | 4. úroveň | 8. místo  | Čtvrtfinále                                              |                       |
| 2018/19             | Jihočeská krajská liga   | 4. úroveň | 8. místo  | Vítěz                                                    | Baráž                 |
| 2019/20             | Jihočeská krajská liga   | 4. úroveň | 11. místo |                                                          |                       |
| 2020/21             | Jihočeská krajská liga   | 4. úroveň | –         |                                                          | Odstoupení ze soutěže |

## Odchovanci klubu
- Jan Marek
- Milan Michálek
- Zbyněk Michálek
- Jiří Novotný
- Aleš Kotalík
- Vladimír Sičák
- Petr Sailer
- Petr Šachl
- Lukáš Michalec
- Michal Švihálek
- Michal Milotínský
- Zdeněk Ondřej
- Jiří Švihálek
- Daniel Krásný